# 松花江副沙鰍
松花江副沙鰍為輻鰭魚綱鯉形目沙鰍科的其中一種，為熱帶淡水魚，分布於亞洲阿穆爾河流域，體長可達21.5公分，棲息在底中層水域，生活習性不明。

## 扩展阅读
維基物種上的相關：松花江副沙鰍